# آريا سيريسوبا
الملازم أريا سيريسوبا (مواليد 28 يونيو 1971) ، أو آريا «بوب» تشومساي الملقبة باسم بوب ، عارضة أزياء، محاضر وصانعة أفلام تايلاندية أمريكية وحاملة لقب ملكة جمال بعدما توجت بمسابقة ملكة جمال تايلاند 1994، واصلت المنافسة فمثلت بلدها تايلند في مسابقة ملكة جمال الكون 1994 في الفلبين.

## نشأتها
ولدت أريا تشومساي في آن أربور، ميشيغان، الولايات المتحدة، وهي ابنة المهاجرين التايلانديين. قضت سنوات طفولتها والمراهقة في ولاية ميشيغان وحصلت على شهادة في الصحافة من جامعة ولاية ميشيغان في عام 1993.

## روابط خارجية
- آريا سيريسوبا على موقع IMDb (الإنجليزية)
- آريا سيريسوبا على موقع أول موفي (الإنجليزية)
- آريا سيريسوبا على موقع كينوبويسك (الروسية)